# Монагас, Хосе Грегорио
Хосе Грегорио Монагас (исп. José Gregorio Monagas; 4 мая 1795 — 15 июля 1858) — президент Венесуэлы в 1851—1855 годах, брат Хосе Тадео Монагаса.

## Биография
Хосе Грегорио Монагас родился в 1795 году в Арагуа-де-Барселона в семье Франсиско Хосе Монагаса, купца с Канарских островов, и Перфекты Бургос, которая родилась в Кохедесе. Монагас начал свою военную карьеру в довольно раннем возрасте, в 1813 году, вместе со своим братом Хосе Тадео. Во время войны за независимость Венесуэлы Монагас участвовал во многих важных кампаниях против испанских роялистов во главе с Хуаном Доминго де Монтеверде и Хосе Томасом Бовесом. За отвагу, проявленную им в битве при Карабобо, герой венесуэльской борьбы за независимость Симон Боливар назвал его Первым копьем востока. В 1851 году Монагас заменил своего брата на посту президента Венесуэлы. Во время своего пребывания во главе государства Монагас провозгласил Венесуэлу свободной от рабства, что было закреплено указом от 24 марта 1854 года. В 1858 году Монагас был захвачен в Барселоне генералом Хусто Брисеньо. После этого он был заключён в замке Сан-Карлос-дель-Сулия. В июле того же года губернатор штата Сулия Хосе Серрано переправил его в Маракайбо, где он и умер сразу после переезда, 15 июля 1858 года.